# Wereldkampioenschappen judo 1991
De wereldkampioenschappen judo 1991 waren de zestiende editie van de wereldkampioenschappen judo en werden gehouden in Barcelona, Spanje, van donderdag 25 juli tot en met zondag 28 juli, een jaar voorafgaand aan de Olympische Spelen in dezelfde stad. 

## Resultaten

### Mannen
| Gewichtsklasse | Goud              | Zilver                | Brons                             |
| -------------- | ----------------- | --------------------- | --------------------------------- |
| – 60 kg        | Tadanori Koshino  | Yoon Hyun             | Nazim Guseinov Philippe Pradayrol |
| – 65 kg        | Udo Quellmalz     | Masahiko Okuma        | Sergei Kosmynin James Pedro       |
| – 71 kg        | Toshihiko Koga    | Joaquin Ruiz          | Chung Hoon Vladimir Dguebadze     |
| – 78 kg        | Daniel Lascau     | Johan Laats           | Bachir Varayev] Hidehiko Yoshida  |
| – 86 kg        | Hirotaka Okada    | Joseph Wanag          | Waldemar Legień Giorgio Vismara   |
| – 95 kg        | Stéphane Traineau | Paweł Nastula         | Marc Meiling Jiri Sosna           |
| + 95 kg        | Sergei Kossorotov | Franck Moreno         | Kim Kun-soo Naoya Ogawa           |
| Open           | Naoya Ogawa       | Davit Chachaleisjvili | Imre Csösz Georges Mathonnet      |

### Vrouwen
| Onderdeel | Goud                 | Zilver            | Brons                               |
| --------- | -------------------- | ----------------- | ----------------------------------- |
| – 48 kg   | Cécile Nowak         | Karen Briggs      | Ryoko Tamura Legna Verdecia         |
| – 52 kg   | Alessandra Giungi    | Sharon Rendle     | Maritza Pérez Matsumi Ueda          |
| – 56 kg   | Miriam Blasco        | Nicole Flagothier | Nicola Fairbrother Li Zhongyun      |
| – 61 kg   | Frauke Eickhoff      | Diane Bell        | Yael Arad Catherine Fleury          |
| – 66 kg   | Emanuela Pierantozzi | Odalis Revé       | Ryoko Fujimoto Kate Howey           |
| – 72 kg   | Kim Mi-jung          | Yoko Tanabe       | Laetitia Meignan Marion van Dorssen |
| + 72 kg   | Moon Ji-Yoon         | Yin Zhang         | Beata Maksymow Monique van der Lee  |
| Open      | Zhuang Xiaoyan       | Estela Rodríguez  | Nathalie Lupino Claudia Weber       |

## Medaillespiegel
| Plaats | Land                | Goud | Zilver | Brons | Totaal |
| 1      | Japan               | 4    | 2      | 5     | 11     |
| 2      | Duitsland           | 3    | 0      | 2     | 5      |
| 3      | Zuid-Korea          | 2    | 1      | 2     | 5      |
| 4      | Frankrijk           | 2    | 0      | 5     | 7      |
| 5      | Italië              | 2    | 0      | 1     | 3      |
| 6      | China               | 1    | 1      | 1     | 3      |
| 7      | Spanje              | 1    | 1      | 0     | 2      |
| 8      | Sovjet-Unie         | 1    | 1      | 4     | 6      |
| 9      | Verenigd Koninkrijk | 0    | 3      | 2     | 5      |
| 9      | Cuba                | 0    | 3      | 2     | 5      |
| 11     | België              | 0    | 2      | 0     | 2      |
| 12     | Polen               | 0    | 1      | 2     | 3      |
| 13     | Verenigde Staten    | 0    | 1      | 1     | 2      |
| 14     | Nederland           | 0    | 0      | 2     | 2      |
| 15     | Israël              | 0    | 0      | 1     | 1      |
| 15     | Hongarije           | 0    | 0      | 1     | 1      |
| 15     | Tsjecho-Slowakije   | 0    | 0      | 1     | 1      |
| Totaal | Totaal              | 16   | 16     | 32    | 64     |